# Список эпизодов телесериала «Поворот: Шпионы Вашингтона»
Список эпизодов американского исторического телесериала «Поворот: Шпионы Вашингтона».

## Обзор сезонов
| Сезон | Сезон | Эпизоды | Оригинальная дата показа | Оригинальная дата показа |
| Сезон | Сезон | Эпизоды | Премьера сезона          | Финал сезона             |
| ----- | ----- | ------- | ------------------------ | ------------------------ |
|       | 1     | 10      | 6 апреля 2014            | 8 июня 2014              |
|       | 2     | 10      | 13 апреля 2015           | 8 июня 2015              |
|       | 3     | 10      | 25 апреля 2016           | 27 июня 2016             |
|       | 4     | 10      | 17 июня 2017             | 12 августа 2017          |

## Список серий

### Сезон 1 (2014)
| № общий | № в сезоне | Название                                                           | Режиссёр          | Автор сценария                                                                        | Дата премьеры  | Зрители в США (млн) |
| ------- | ---------- | ------------------------------------------------------------------ | ----------------- | ------------------------------------------------------------------------------------- | -------------- | ------------------- |
| 1       | 1          | «Пилотный эпизод» «Pilot»                                          | Руперт Уайатт     | Телесценарий: Крейг Силверштейн                                                       | 6 апреля 2014  | 2,12                |
| 2       | 2          | «Кто стрелял?» «Who by Fire»                                       | Эд Бьянчи         | Крейг Силверштейн                                                                     | 13 апреля 2014 | 1,87                |
| 3       | 3          | «Короли и капуста» «Of Cabbage and Kings»                          | Эс Джей Кларксон  | Мишель Тейлор                                                                         | 20 апреля 2014 | 1,40                |
| 4       | 4          | «Как долга вечность» «Eternity How Long»                           | Адам Дэвидсон     | Эндрю Колвилл                                                                         | 27 апреля 2014 | 1,30                |
| 5       | 5          | «Прозрение» «Epiphany»                                             | Майкл Аппендаль   | Айда Кроаль                                                                           | 4 мая 2014     | 1,23                |
| 6       | 6          | «Мистер Калпепер» «Mr. Culpeper»                                   | Эгиль Эгилссон    | Митчелл Аксельрад                                                                     | 11 мая 2014    | 1,07                |
| 7       | 7          | «Милосердие. Момент. Убийство. Мера» «Mercy Moment Murder Measure» | Ник Копус         | История: Джозеф Белотти Телесценарий: Эндрю Колвилл, Майкл Тейлор и Крейг Силверштейн | 18 мая 2014    | 1,21                |
| 8       | 8          | «Испытание» «Challenge»                                            | Джереми Уэбб      | Латойя Морган                                                                         | 25 мая 2014    | 1,39                |
| 9       | 9          | «Против ближнего своего» «Against Thy Neighbor»                    | Кеннет Финк       | Мишель Тейлор                                                                         | 1 июня 2014    | 1,28                |
| 10      | 10         | «Битва за Сетокет» «The Battle of Setauket»                        | Оливер Хиршбигель | Крейг Сильверстейн                                                                    | 8 июня 2014    | 1,61                |

### Сезон 2 (2015)
| № общий | № в сезоне | Название                                                 | Режиссёр        | Автор сценария                    | Дата премьеры  | Зрители в США (млн) |
| --- | ---------- | -------------------------------------------------------- | --------------- | --------------------------------- | -------------- | ------------------- |
| 11 | 1          | «Мысли свободного человека» «Thoughts of a Free Man»     | Гари Фледер     | Крейг Силверштейн                 | 13 апреля 2015 | 0,827               |
| Шпион в Лондоне посылает срочное сообщение в Америку. Мэри препятствует попытке Эйба возобновить деятельность шпионского кольца. Бенедикт Арнольд прибывает в лагерь.                                                   |            |                                                          |                 |                                   |                |                     |
| 12 | 2          | «Вкрутую» «Hard Boiled»                                  | Эндрю Маккарти  | Мишель Тейлор                     | 13 апреля 2015 | 0,827               |
| Эйб собирает разведданные в Нью-Йорке. Симко избегает его возмездия. Джон Андрэ посещает бал в Филадельфии и встречается с Пегги Шиппен.                                                                                |            |                                                          |                 |                                   |                |                     |
| 13 | 3          | «Фальшивый флаг» «False Flag»                            | Эллисон Андерс  | Латойя Морган                     | 20 апреля 2015 | 0,865               |
| Бен ставит ловушку, чтобы захватить предателя в лагере. Ричард обнаруживает, что Эйб вступает в сговор с майором Хьюлеттом. Калеб сталкивается с Робертом Роджерсом.                                                    |            |                                                          |                 |                                   |                |                     |
| 14 | 4          | «Люди крови» «Men of Blood»                              | Кейт Деннис     | Александер Роуз                   | 27 апреля 2015 | 0,591               |
| Эйб пытается нанять нового агента; Калеб и Роджерс участвуют в гонке за разведданными из Лондона; история Андрэ оказывается раскрыта.                                                                                   |            |                                                          |                 |                                   |                |                     |
| 15 | 5          | «Запечатанная судьба» «Sealed Fate»                      | Кит Бок         | Митчелл Аксельрад                 | 4 мая 2015     | 0,631               |
| Эйб в последний раз пытается завербовать шпиона в Нью-Йорке. Бен должен определить, кто является двойным агентом. |            |                                                          |                 |                                   |                |                     |
| 16 | 6          | «Разделённые дома» «Houses Divided»                      | Джереми Уэбб    | Майкл Тейлор и Крейг Сильверстейн | 11 мая 2015    | 0,741               |
| Анна, Бен и Калеб придумывают планы по спасению похищенного майора Хьюлетта. Мэри пытается заставить судью Вудхалла действовать.                                                                                        |            |                                                          |                 |                                   |                |                     |
| 17 | 7          | «Вэлли-Фордж» «Valley Forge»                             | Кимберли Пирс   | Айда Кроаль                       | 18 мая 2015    | 0,760               |
| Джордж Вашингтон колеблется на грани безумия. Эйб и Хьюлетт терпят лишения от рук своих похитителей, однако в последний всё неожиданно заканчивается.                                                                   |            |                                                          |                 |                                   |                |                     |
| 18 | 8          | «Провиденс» «Providence»                                 | Майкл Аппендаль | Эндрю Колвилл                     | 25 мая 2015    | 0,723               |
| Французы присоединяются к войне. Калеб совершает неудобную поездку, а Эйб делает ещё более неудобный выбор. Роберт Роджерс неожиданно оказывается безработным.                                                          |            |                                                          |                 |                                   |                |                     |
| 19 | 9          | «Блудный» «The Prodigal»                                 | Эгиль Эгилссон  | Мишель Тейлор                     | 1 июня 2015    | 0,883               |
| Абэ возвращается из тюрьмы с важной информацией. Между Хьюлеттом и Симко нарастает напряжённость. Арнольд спасает Пегги от повстанческой толпы.                                                                         |            |                                                          |                 |                                   |                |                     |
| 20 | 10         | «Порох, измена и заговор» «Gunpowder, Treason, and Plot» | Джереми Уэбб    | Крейг Силверштейн                 | 8 июня 2015    | 0,933               |
| Эйб замышляет убить майора Хьюлетта, но затем получает предложение от маловероятного союзника Роберта Роджерса. Бен сражается в битве при Монмуте (28 июня 1778 года). Бенедикт Арнольд продолжает желать Пегги Шиппен. |            |                                                          |                 |                                   |                |                     |

### Сезон 3 (2016)
| № общий | № в сезоне | Название                                                     | Режиссёр       | Автор сценария        | Дата премьеры  | Зрители в США (млн) |
| ------- | ---------- | ------------------------------------------------------------ | -------------- | --------------------- | -------------- | ------------------- |
| 21      | 1          | «Прощание» «Valediction»                                     | Майкл Нанкин   | Крейг Силверштейн     | 25 апреля 2016 | 0,471               |
| 22      | 2          | «Хладнокровные ублюдки» «Cold Murdering Bastards»            | Кит Блок       | Майкл Тейлор          | 2 мая 2016     | 0,458               |
| 23      | 3          | «Благословение» «Benediction»                                | Джереми Уэбб   | Латойя Морган         | 9 мая 2016     | 0,580               |
| 24      | 4          | «Сердца и умы» «Hearts and Minds»                            | Дебора Чоу     | Майкл Тейлор          | 16 мая 2016    | 0,504               |
| 25      | 5          | «Лицемерие, обман и тирания» «Hypocrisy, Fraud, and Tyranny» | Кит Бок        | Либби Фриц            | 23 мая 2016    | 0,603               |
| 26      | 6          | «Глина в кровле» «Many Mickles Make a Muckle»                | Марвин Раш     | Митчелл Аксельрад     | 30 мая 2016    | 0,591               |
| 27      | 7          | «Суд» «Judgment»                                             | Омар Мадха     | Скотт Гуннисон Миллер | 6 июня 2016    | 0,599               |
| 28      | 8          | «Залатанный» «Mended»                                        | Кейт Деннис    | Эндрю Колвилл         | 13 июня 2016   | 0,572               |
| 29      | 9          | «Клинок на пере» «Blade on the Feather»                      | Джереми Уэбб   | Александр Роуз        | 20 июня 2016   | 0,614               |
| 30      | 10         | «Суд и казнь» «Trial and Execution»                          | Эндрю Маккарти | Крейг Силверштейн     | 27 июня 2016   | 0,665               |

### Сезон 4 (2017)
| № общий | № в сезоне | Название                                               | Режиссёр          | Автор сценария                   | Дата премьеры   | Зрители в США (млн) |
| ------- | ---------- | ------------------------------------------------------ | ----------------- | -------------------------------- | --------------- | ------------------- |
| 31      | 1          | «Генерал контрразведки» «Spyhunter General»            | Крейг Силверштейн | Крейг Силверштейн                | 17 июня 2017    | 0.664               |
| 32      | 2          | «Калькуттская чёрная яма» «The Black Hole of Calcutta» | Эндрю Маккарти    | Майкл Тейлор                     | 17 июня 2017    | 0.541               |
| 33      | 3          | «Кровь за кровь» «Blood for Blood»                     | Кит Бок           | Скотт Гуннисон Миллер            | 24 июня 2017    | 0.651               |
| 34      | 4          | «Кошмар» «Nightmare»                                   | Джереми Уэбб      | Митчелл Аксельрад                | 1 июля 2017     | 0.676               |
| 35      | 5          | «Рядовой Вудхалл» «Private Woodhull»                   | Генри Брончтейн   | Эндрю Колвилл                    | 8 июля 2017     | 0.637               |
| 36      | 6          | «Наш человек в Нью-Йорке» «Our Man in New York»        | Эгиль Эгилссон    | Александер Роуз                  | 15 июля 2017    | 0.603               |
| 37      | 7          | «Жертва» «Quarry»                                      | Омар Мадха        | Либби Фриц                       | 22 июля 2017    | 0.545               |
| 38      | 8          | «Чрево зверя» «Belly of the Beast»                     | Ник Копус         | Митчелл Аксельрад                | 29 июля 2017    | 0.597               |
| 39      | 9          | «Расплата» «Reckoning»                                 | Эгиль Эгилссон    | Латойя Морган                    | 5 августа 2017  | 0.643               |
| 40      | 10         | «Шпионы Вашингтона» «'Washington's Spies'»             | Джереми Уэбб      | Крейг Силверштейн и Майкл Тейлор | 12 августа 2017 | 0.746               |